# Pesquera de Ebro
Pesquera de Ebro es una localidad situada en la provincia de Burgos, comunidad autónoma de Castilla y León (España), comarca de Páramos, ayuntamiento de Valle de Sedano.

## Datos generales
Situado 27 km al norte de la capital del municipio, Sedano, en la carretera local que partiendo de la N-623 al norte de Escalada y que atravesando Cubillo del Butrón y Porquera del Butrón nos conduce a Dobro y desde allí a la CL-629 en las proximidades del puerto de La Mazorra. Al sur de Valle de Zamanzas en el Espacio Natural conocido como de Hoces del Alto Ebro y Rudrón, en pleno cañón del Ebro.
La estructura urbana de esta localidad responde al tipo de caserío semidisperso vertebrado alrededor de un camino principal que en la actualidad se ha convertido en carretera. De otras calles, entre la que destaca la de los Giles, parten pequeñas callejas que completan el resto del entramado urbano.

## Situación administrativa
Entidad Local Menor cuyo alcalde pedáneo es Victoriano Ruiz Gil (Torín), ciudadanos.

## Historia
Lugar que formaba parte, del Valle de Sedano en el Partido de Burgos, uno de los catorce que formaban la Intendencia de Burgos, durante el periodo comprendido entre 1785 y 1833, en el Censo de Floridablanca de 1787, jurisdicción de señorío siendo su titular el Marqués de Aguilar de Campoo, regidor pedáneo.
Antiguo municipio de Castilla la Vieja en el Partido de Sedano código INE-09263 que en el censo de la matrícula catastral contaba con 25 hogares y 103 vecinos. Entre el censo de 1857 y el anterior, crece el término del municipio porque incorpora a 095037 Cubillo del Butrón, pero entre el censo de 1981 y el anterior, este municipio desaparece porque se agrupa en el municipio 09905 Valle de Sedano. Las dos localidades contaban entonces con 15 hogares y 47 vecinos. La extensión superficial del término es de 1603 ha.

## Demografía
| Gráfica de evolución demográfica de Pesquera de Ebro entre 1842 y 1970 |
| |
| Población de derecho según los censos de población del INE. Población de hecho según los censos de población del INE.Entre el censo de 1857 y el anterior, crece el término del municipio porque incorpora a Cubillo del Butrón. Entre el censo de 1981 y el anterior, este municipio desaparece porque se agrupa en el municipio Valle de Sedano. |

Pesquera de Ebro contaba a 1 de enero de 2023 con una población de 23 habitantes, 15 hombres y 8 mujeres.

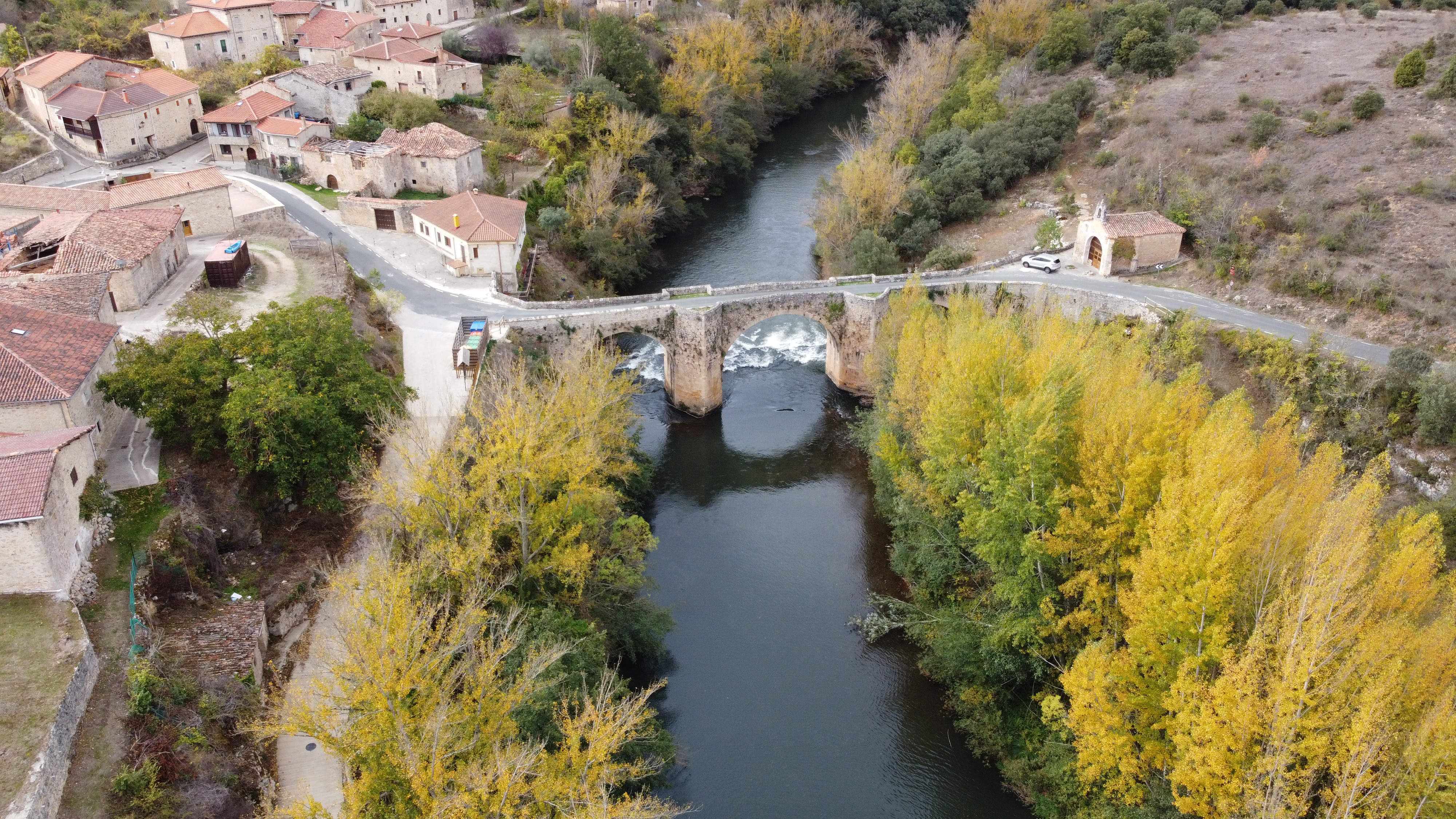
Puente sobre el Ebro en Pesquera, aguas arriba.

| Gráfica de evolución demográfica de Pesquera de Ebro entre 2000 y 2010                           |
|                                                                                                  |
| Población de derecho (2000-2010) según los censos de población del INE a 1 de enero de cada año. |

## Patrimonio
La villa, con casas blasonadas y antiguos palacios, está considerada como Conjunto Histórico, declarado el 12 de mayo de 1993, BOCyL de 18/05/1993 y BOE de 15/06/1993.

### Puente sobre el Ebro
El primer documento que habla de Pesquera de Ebro está fechado en el 941. Como su nombre indica, surgió como lugar de pesca y se desarrolló a la vera de un estratégico puente sobre el Ebro. El puente todavía se conserva y luce toda la belleza de su primitiva estructura medieval.

### Parroquia

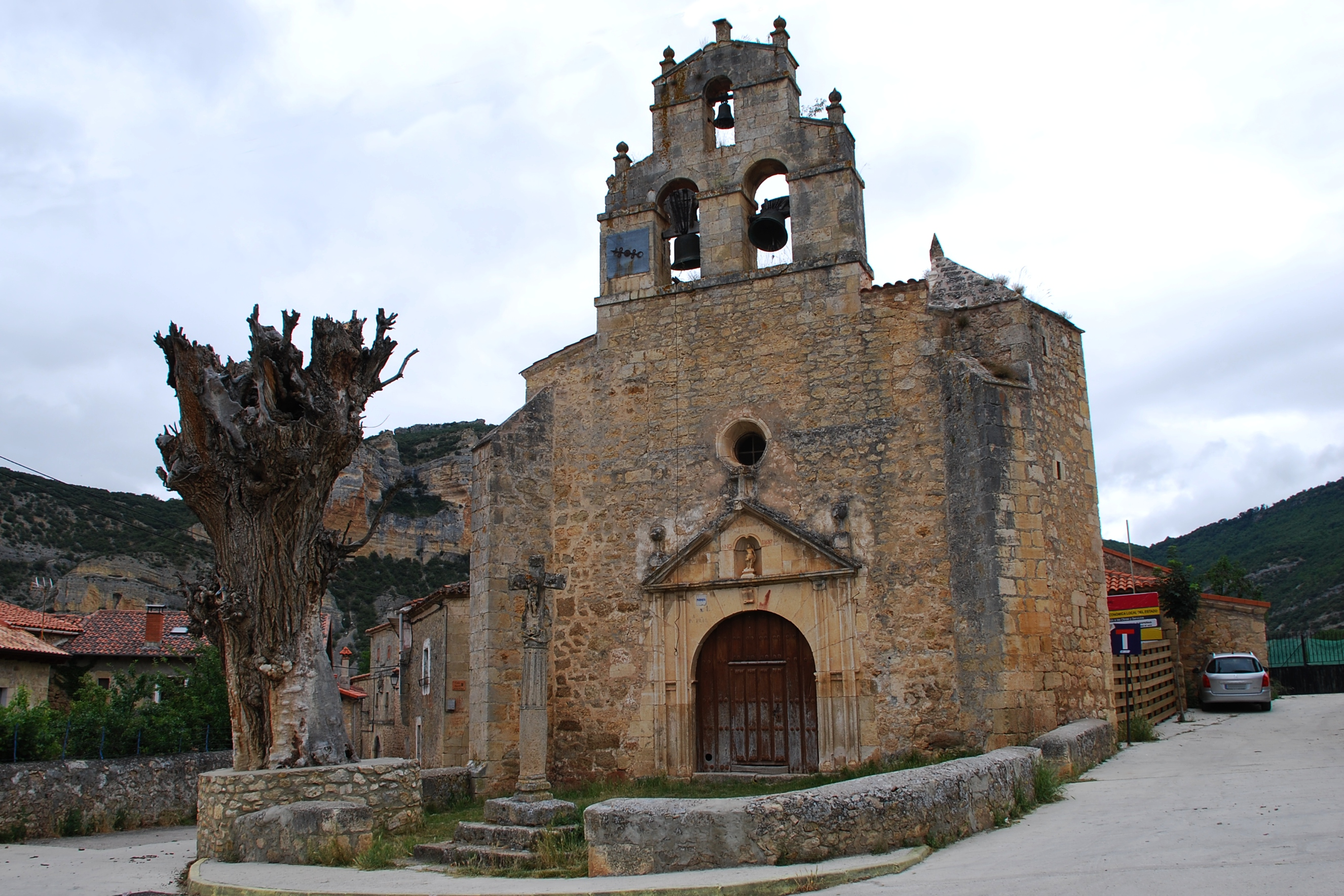
Iglesia de San Sebastián y crucero.

La iglesia parroquial San Sebastián de Pesquera de Ebro, es sin lugar a dudas de las más interesantes de la comarca. En ella fueron sepultados, el militar Merino quien venció a los galos en la batalla de San Quintín, ahí descansa el gran platero Lesmes Fernández del Moral. Bellas tallas gozó dicha iglesia, una de ellas, la de los Merino, se puede apreciar en el Museo de los Retablos en Burgos capital. No faltaron en su interior bellos cálices y otros objetos de platería. Ver la Pila de Piedra es conectar con parte de la memoria del pueblo. Ubicada en el espacio más animado del núcleo, vista de cualquier lugar, es el mejor ejemplo de comunión entre lo religioso y lo civil.

### El pueblo de los escudos
Pesquera de Ebro es uno de los pueblos con mayor densidad de escudos nobiliarios de toda España. La mayoría son de los siglos XVII y XVIII, época en la que gran parte de sus habitantes eran de extracción hidalga.

Escudos de Pesquera
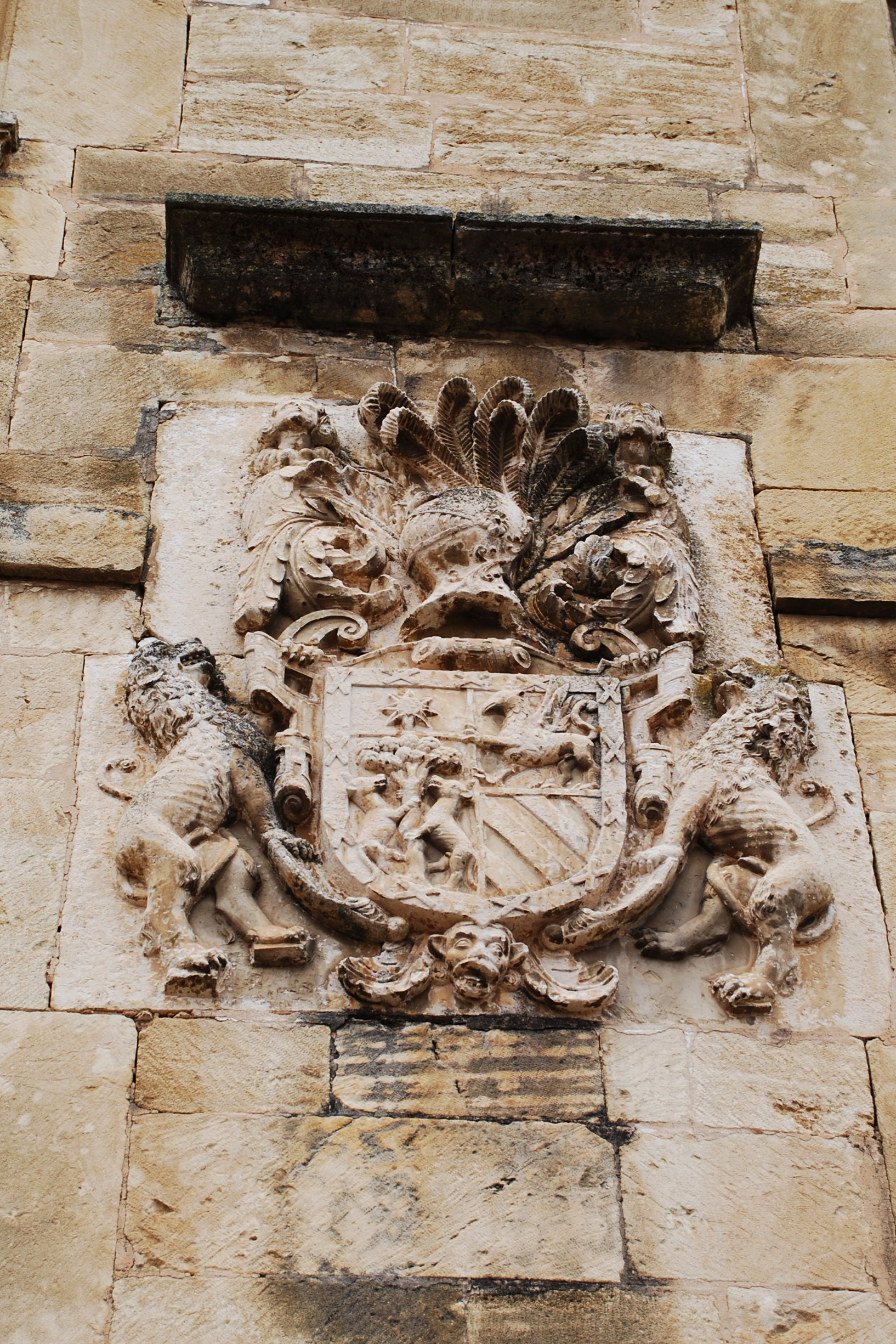
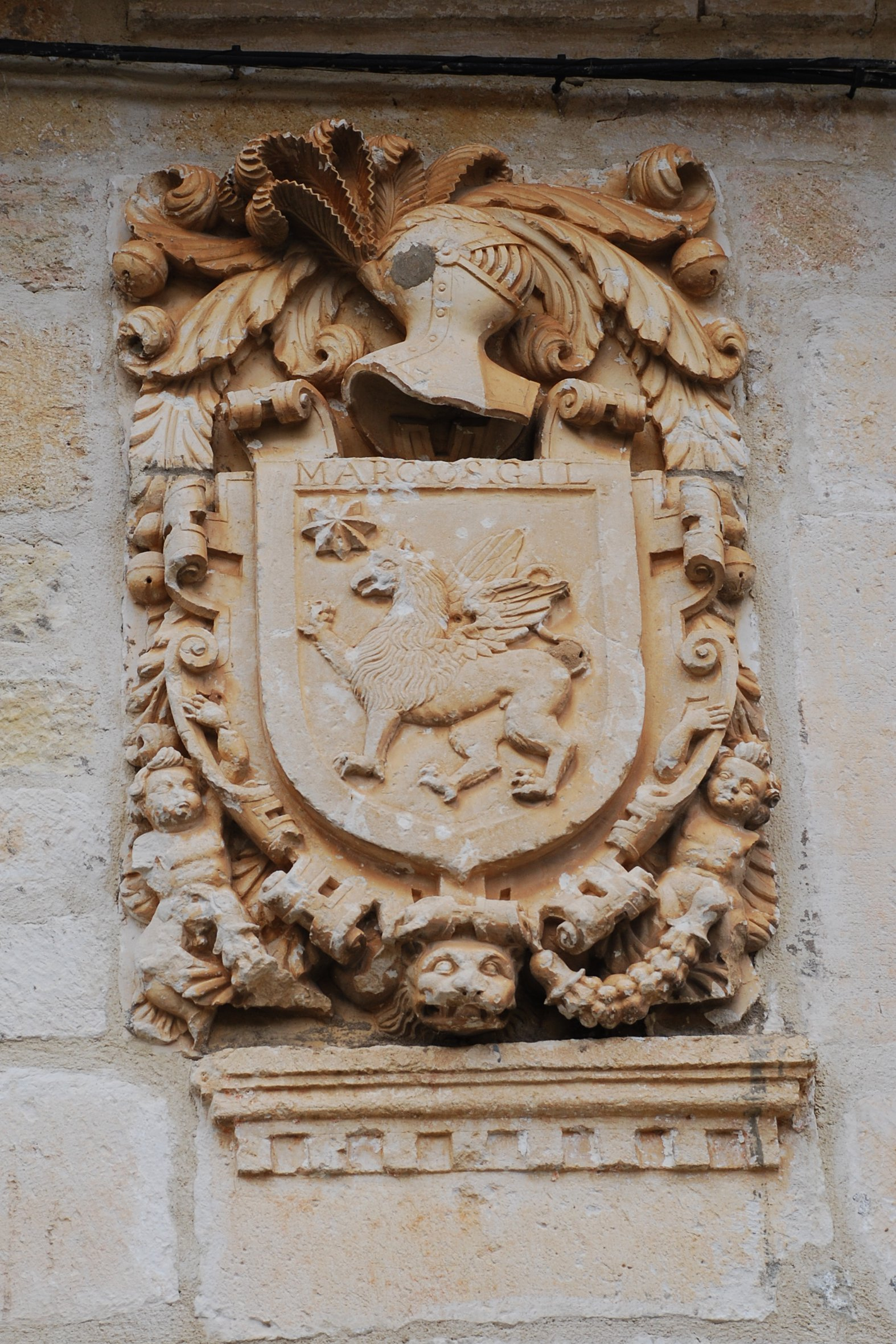
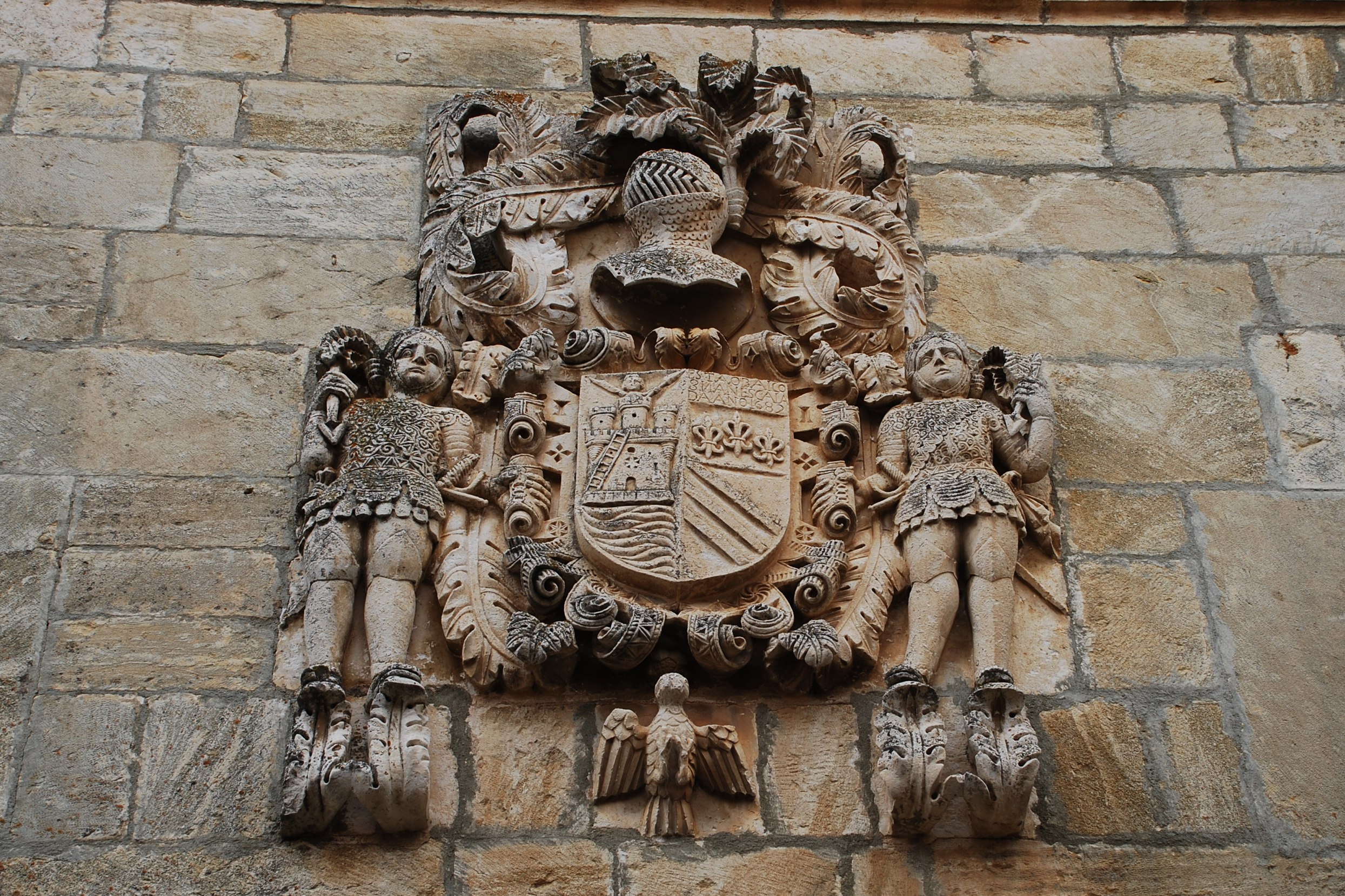
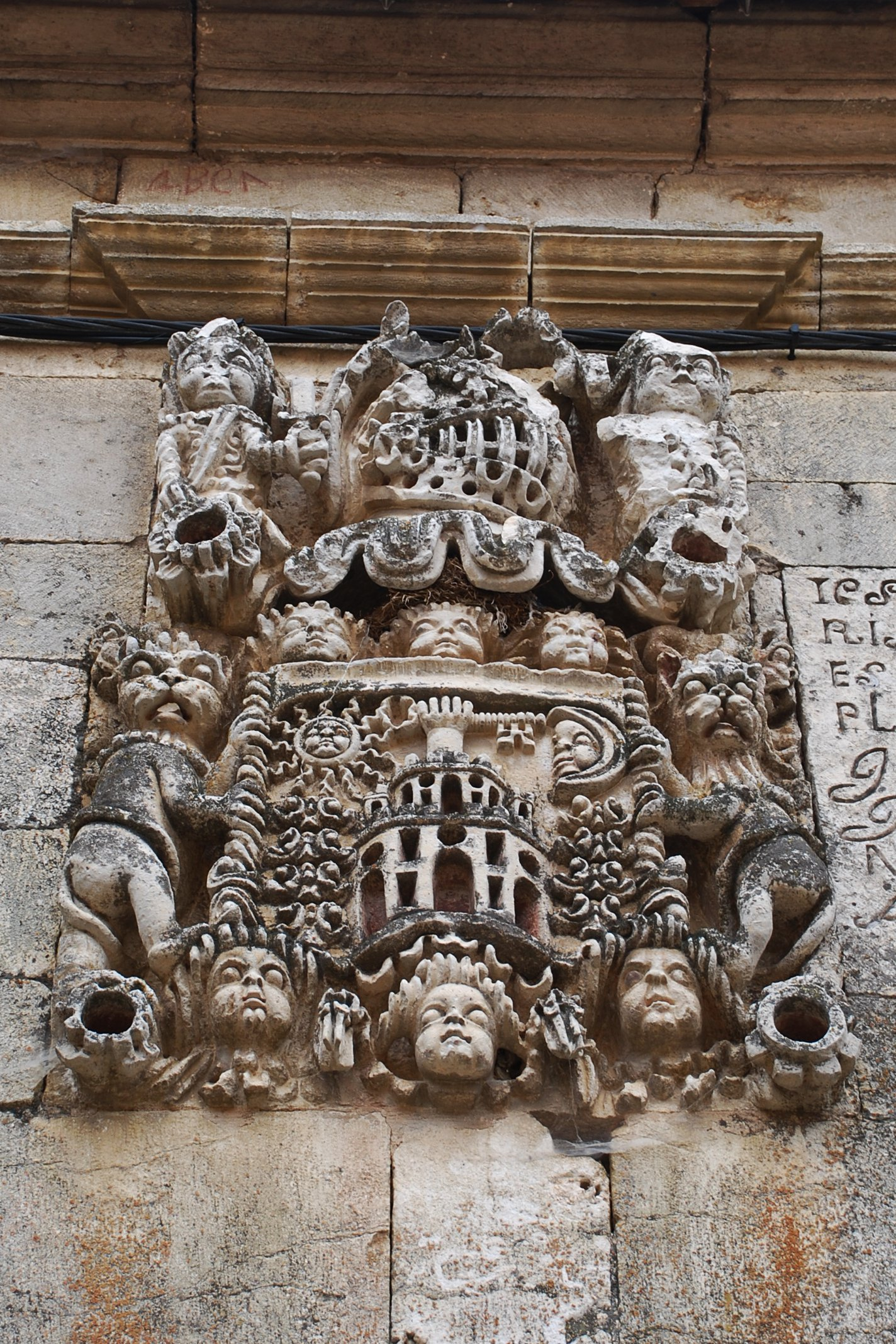

## Personas ilustres
- Pedro Merino del Moral. Hidalgo natural de Pesquera de Ebro que participó en la Batalla de San Quintín (1557),[5] donde apresó al condestable del bando francés Anne de Montmorency, hecho por el cual fue recompensado con 10 000 ducados. Casó posteriormente con María de Porres, matrimonio del cual provendría el linaje de los Merino de Porres natural de la zona.